# Francisco Ruiz Tagle
Francisco Ruiz-Tagle Portals (1790 - 23 de març de 1860) polític xilè, fou president interí de la república en 1830. Participà dels avatars de la independència, sent elegit diputat pels Andes en 1881, posteriorment entre 1812 i 1814 senador, i ministre d'hisenda en el govern de Francisco Antonio Pinto Díaz. El 17 de febrer de 1830 va ser triat president provisori de la república pel congrés nacional, per imposició de José Rodríguez Llogaret. El 31 de març d'aquell mateix any, per instigació del seu cosí Diego Portales, renuncia el lloc en el vicepresident José Tomas Ovalle.